# 柬埔寨人民共和國
柬埔寨人民共和国为1979至1993年间在柬埔寨成立的社会主义国家。这一政权由“柬埔寨救国民族团结阵线”主导，该组织由对红色高棉不满的柬埔寨共产党左派成员组成。在名义上由柬埔寨人民革命党统治，主席为韩桑林。于柬埔寨首都金边被攻克后的1979年1月7日成立。在越南出兵柬埔寨推翻红色高棉政权后，在越南和苏联的协助下建立，柬埔寨人民共和国通常被认为是越南的一个傀儡政权。
由于中国、英国、美国以及其他东盟国家的外交影响，柬埔寨人民共和国并未在联合国取得席位。期间柬埔寨在联合国的席位为民主柬埔寨联合政府。虽然如此，柬埔寨人民共和国在1979至1993年为柬埔寨大部分领土的实际統治者。
随着东欧剧变，1989年该政权更改国名为柬埔寨国以求获得更多的国际认同。然而，一党制和领导体系并未发生实质的变化。1990年越南军队撤出柬埔寨后，柬埔寨国内各武装派別停火。1991年，柬埔寨人民革命党放弃一党制和马列主义意识形态，并改名为柬埔寨人民党。同年10月23日，在法国巴黎召开了柬埔寨问题国际会议，签订了柬埔寨和平协定。1992年2月28日，成立柬埔寨过渡时期联合国权力机构，改国名为“柬埔寨”。1993年9月，柬埔寨頒布新宪法，恢复君主立宪制，并恢復国名“柬埔寨王国”。

## 国家象征

柬埔寨人民共和国 1979－1989
柬埔寨人民共和国
柬埔寨人民共和国
柬埔寨人民共和国和柬埔寨国
柬埔寨人民共和国 （1979－1981）
柬埔寨人民共和国 （1981－1989）

柬埔寨国 1989－1992
柬埔寨国
柬埔寨国
柬埔寨国
柬埔寨国

柬埔寨人民革命党 1979－1989
柬埔寨人民革命党党旗
柬埔寨人民革命党党旗
柬埔寨人民革命党党徽

柬埔寨人民革命武装力量(KPRAF) / 柬埔寨人民武装力量(CPAF)
柬埔寨人民革命武装力量（1979－1989）
柬埔寨人民革命武装力量（1979－1989）
柬埔寨人民武装力量（1989－1993）
柬埔寨人民革命武装力量空军标志（1979－1989）
柬埔寨人民武装力量空军标志（1989－1993）

| - 柬埔寨人民共和国 1979－1989 - 柬埔寨人民共和国 - 柬埔寨人民共和国 - 柬埔寨人民共和国和柬埔寨国 - 柬埔寨人民共和国 （1979－1981） - 柬埔寨人民共和国 （1981－1989） | - 柬埔寨国 1989－1992 - 柬埔寨国 - 柬埔寨国 - 柬埔寨国 - 柬埔寨国 | - 柬埔寨人民革命党 1979－1989 - 柬埔寨人民革命党党旗 - 柬埔寨人民革命党党旗 - 柬埔寨人民革命党党徽 | - 柬埔寨人民革命武装力量(KPRAF) / 柬埔寨人民武装力量(CPAF) - 柬埔寨人民革命武装力量（1979－1989） - 柬埔寨人民革命武装力量（1979－1989） - 柬埔寨人民武装力量（1989－1993） - 柬埔寨人民革命武装力量空军标志（1979－1989） - 柬埔寨人民武装力量空军标志（1989－1993） |

## 政治
1989年，柬埔寨修改了宪法，以适应新成立的“柬埔寨国”的市场导向政策。这个国家基本上是柬埔寨人民共和国政权的延续，适应了苏联解体后的新现实，当时米哈伊尔·戈尔巴乔夫将苏联对越南和柬埔寨的支持降至最低限度。柬埔寨领导层突然发现自己在争取国外的支持，其中包括开放市场的需要、逐渐放弃原来的亲苏立场以及寻求与反战派系达成某种妥协的压力。
柬埔寨人民共和国宪法没有提到国家元首，或许是想将这一角色留给西哈努克亲王,不过，柬埔寨国家宪法规定，国务委员会主席为“柬埔寨国家元首”。
1979年至1980年间，在马克思列宁主义的柬埔寨全国人民代表大会领导下，人民代表大会的行政基础设施基本建立。1981年6月宪法颁布后，国会、国务委员会和部长会议等新机构承担了全国人民代表大会赋予的某些职能。这些新机构发展缓慢。直到1982年2月，全国人民代表大会才为这些机构颁布了具体法律。
尽管有越南顾问，但人民共和国政府完全由柬埔寨救国民族团结阵线成员组成。最初，越南顾问（如黎德寿）承诺不会干涉柬埔寨内政。然而柬埔寨人民共和国成立、柬埔寨救国民族团结阵线掌权后，担任河内和金边之间联络官的黎德寿违背了诺言。从此，人民共和国政府成员不得不在民族主义和与越南的“印度支那团结”之间走一条狭窄的道路，这意味着他们要确保不会激怒他们的越南支持者。人民共和国政府成员无论地位多高，只要冒犯越南人，无论是有意还是无意，都会被迅速谴责和清洗。

### 1979年1月8日成立的柬埔寨人民革命委员会名单
- 主席：韩桑林
- 副主席（负责国防部）：宾索万
- 委员（负责外交部）：洪森
- 委员（负责内政部）：谢辛
- 委员（负责新闻、出版和文化部）：高占达
- 委员（负责教育部）：姜文教授
- 委员（负责卫生兼社会事务部）：努本博士
- 委员（负责经济和人民福利部）：莫萨贡

## 武装力量
柬埔寨人民共和国的正规武装力量是柬埔寨人民革命武装力量 (KPRAF)。这支军队是向国际展示金边新成立的亲河内政府作为合法主权国家的形象所必需的。当时，组建这样一支本土部队对越南占领者来说并不困难，因为越南人在邻国老挝已经有过训练和协调军队的经验。
柬埔寨人民革命武装力量最初由民兵、前红色高棉成员和应征入伍的士兵组成。 人民革命武装力量由越南武装部队训练和供给。但由于缺乏适当的训练和武器、薪水微薄以及大量逃兵，羽翼未丰的人民革命武装力量并不是一支有效的战斗力量，与民柬部队的大部分战斗最终都落到了越南人民军的手中。
红色高棉强迫越南人采用游击战作为其战术之一。随着时间的推移，越南人遭受了惨重的伤亡，持续不断的内战使柬埔寨元气大伤，并阻碍了重建工作。红色高棉有信心可以继续击退越南军队，而越南人则发现成为猎物而不是捕食者是多么容易。事实上，一些书籍称此为“越南的越南战争”。
人民革命武装力量对国务委员会以下的两个组织负责，即国防部和总参谋部。参加过东部地区革命的老兵，特别是来自磅湛和柴桢的老兵，以及1954年日内瓦会议后在越南接受教育的人员，在国防部担任重要职务。人民革命武装力量军事机构的控制权以及其对柬埔寨（或高棉）人民革命党（KPRP）政治正统性的遵守，由一个党派网络确保，该网络叠加在国防结构之上，向下延伸到所有层级的部队。
人民革命武装力量还建立了军事司法系统，包括军事法庭和军事监狱网络。
1989年开始过渡，最终促成了1991年巴黎和平协定的签署。在柬埔寨人民共和国正式更名为柬埔寨国 (SOC) 后，柬埔寨人民革命武装力量更名为柬埔寨人民武装力量 (CPAF)。1993年柬埔寨大选后，柬埔寨人民武装力量与保皇党和民族主义者的部队并入新成立的柬埔寨王家军。

## 外交
由于联合国和绝大多数国家视民主柬埔寨为柬埔寨的合法代表，截至1989年5月1日，仅有33个国家承认柬埔寨人民共和国：
| 国家             | 所属地区 | 地图 |
| ---------------- | -------- | ---- |
| 阿富汗           | 南亚     |      |
| 阿尔巴尼亚       | 南欧     |      |
| 阿尔及利亚       | 北非     |      |
| 安哥拉           | 中部非洲 |      |
|                  | 西非     |      |
| 保加利亚         | 东欧     |      |
| 布吉納法索       | 西非     |      |
|                  | 西非     |      |
| 剛果人民共和國   | 中部非洲 |      |
| 古巴             | 拉丁美洲 |      |
| 捷克斯洛伐克     | 东欧     |      |
| 东德             | 东欧     |      |
| 埃塞俄比亚       | 东非     |      |
|                  | 西非     |      |
| 格林纳达         | 拉丁美洲 |      |
| 几内亚           | 西非     |      |
|                  | 西非     |      |
| 匈牙利           | 东欧     |      |
| 印度             | 南亚     |      |
| 伊拉克           | 西亚     |      |
|                  | 东南亚   |      |
| 利比亚           | 北非     |      |
| 马达加斯加       | 东非     |      |
|                  | 西非     |      |
| 蒙古人民共和国   | 东亚     |      |
| 莫桑比克         | 东非     |      |
| 尼加拉瓜         | 拉丁美洲 |      |
| 波兰             | 东欧     |      |
| 聖多美和普林西比 | 中部非洲 |      |
| 塞舌尔           | 东非     |      |
| 南也門           | 西亚     |      |
| 苏联             | 欧亚     |      |
| 越南             | 东南亚   |      |

## 延伸閱讀
- Ian Harris, "Buddhism in Extremis: The Case of Cambodia," in Buddhism and Politics in Twentieth-Century Asia, edited by Ian Harris, 54-78 (London, New York: Pinter, 1999). ISBN 1855675986.
- Evan Gottesman, Cambodia after the Khmer Rouge: Inside the politics of Nation Building.
- Ben Kiernan and Caroline Hughes (eds). Conflict and Change in Cambodia. Critical Asian Studies 34(4) (December 2002).
- Irwin Silber, Kampuchea: The Revolution Rescued, Oakland, 1986
- Michael Vickery, Cambodia : 1975-1982, Boston: South End Press, 1984.
- Toby Alice Volkmann, Cambodia 1990. Special edition. Cultural Survival Quarterly 14(3) 1990.

## 外部連結
- National anthem of the PRK (tune) （页面存档备份，存于）
- Puangthong Rungswasdisab, Thailand's Response to the Cambodian Genocide （页面存档备份，存于）
- Kenneth J. Conboy, Hanoi's Newest Friend: Tokyo （页面存档备份，存于）
- Peacemakers Trust